# 鬼追人系列電影
《鬼追人》（英語：Phantasm）是一系列美國恐怖電影，全共有五部，由唐·柯斯卡萊利所創作。《鬼追人》屬於低成本且賣座的恐怖片，其他相同類型的恐怖片系列如《月光光心慌慌》、《半夜鬼上床》、《養鬼吃人》、《驚聲尖叫》、《十三號星期五》、《德州電鋸殺人狂》、《鬼娃恰吉》與《奪魂鋸》。

第一集電影海報

第一部電影於1979年上映，除了獲得了普遍好評外，還與其他知名恐怖片系列一樣形成一股邪典文化的崇拜。

## 劇情
故事主要敘述擁有邪惡力量的神秘男子高人（安格斯·斯昆姆 飾）能夠操縱死人來為自己賣命，藉此接管這個世界；此行徑被少年麥可（A·麥可·鮑德溫 飾）、哥哥喬迪（比爾·索恩伯里 飾）和家人的朋友雷吉（雷吉·班尼斯特 飾）撞見後，他們決定共同阻止其惡行。

## 電影
| 標題        | 美國上映日    | 導演          | 編劇                      | 監製            |
| ----------- | ------------- | ------------- | ------------------------- | --------------- |
| 《鬼追人》  | 1979年1月6日  | 唐·柯斯卡萊利 | 唐·柯斯卡萊利             | 唐·柯斯卡萊利   |
| 《鬼追人2》 | 1988年8月7日  | 唐·柯斯卡萊利 | 唐·柯斯卡萊利             | 羅伯托·A·克薩達 |
| 《鬼追人3》 | 1994年6月6日  | 唐·柯斯卡萊利 | 唐·柯斯卡萊利             | 唐·柯斯卡萊利   |
| 《鬼追人4》 | 1998年1月10日 | 唐·柯斯卡萊利 | 唐·柯斯卡萊利             | A·麥可·鮑德溫   |
| 《鬼追人5》 | 2016年10月7日 | 大衛·哈特曼   | 唐·柯斯卡萊利 大衛·哈特曼 | 唐·柯斯卡萊利   |

## 外部連結
- 官方网站